# Ett barn
Ett barn (Ein Kind) är en självbiografisk roman av den österrikiske författaren Thomas Bernhard som ursprungligen gavs ut på tyska 1982 och i svensk översättning av Lars W Freij 1990. Romanen utspelar sig under andra världskriget, och avsluter den självbiografiska romansvit om fem romaner som 2011 gavs ut med samlingstiteln Självbiografierna. De övriga romanerna i serien är Orsaken, Källaren, Andhämtningen och Kylan.
Samtidigt som den sett till utgivningen avslutar serien, skildrar den Bernhards första år, vilket innebär att serien slutar och börjar vid samma tidpunkt, då Bernhard vid 13 års ålder lämnar hemmet för internatskola i Salzburg.